# Refugi de Pla d'Erola
El Refugi de Pla d'Erola és un refugi forestal de muntanya dins del veïnat de Ribesaltes del municipi de Ribes de Freser (Ripollès) a 1.522 m d'alçada i situat al costat de la pista forestal de Ribes Altes. El 2011 s'han dut a terme una sèrie de reformes les quals possibiliten gaudir d'un entorn natural d'excel·lència amb un servei de bar i cuina. A més a més, des de Ribes de Freser hi ha un camí natural que permet accedir-hi a peu on hi ha informació de la fauna i flora de la zona d'espai d'interès natural "Capçaleres del Ter i del Freser", miradors i taules de pícnic. Obert tots els caps de setmana i durant les vacances escolars, de 9 del matí a les 8 del vespre. Servei de bar, esmorzars i dinars.